# Phytosciara subflavipes
Phytosciara subflavipes är en tvåvingeart som beskrevs av Werner Mohrig och Menzel 1994. Phytosciara subflavipes ingår i släktet Phytosciara och familjen sorgmyggor.
Artens utbredningsområde är Tyskland. Inga underarter finns listade i Catalogue of Life.